# Dorcopsulus
Genre
Dorcopsulus est un genre de mammifères marsupiaux de la famille des Macropodidae. Il s'agit d'un genre de wallabys.

## Liste d'espèces
Selon ITIS (9 mai 2010) et Mammal Species of the World (version 3, 2005)  (9 mai 2010), ce genre ne comprend que deux espèces :
- Wallaby de Macleay - Dorcopsulus macleayi (Miklouho-Maclay, 1885).
- Petit wallaby forestier - Dorcopsulus vanheurni (Thomas, 1922).